# Félix Savón
Félix Savón född 22 september 1967 i San Vicente, Kuba, är en kubansk boxare.
Han vann boxningens tungviktsklass vid OS 1992, 1996 och 2000. Han vann också sex VM-titlar.